# 趙無眠
趙無眠（1956年—），原名徐曉鶴，男，湖南人，美国華人作家。筆名趙無眠源自蘇東坡的名句「照無眠」。趙無眠早期多寫小說後來專注於中國歷史，被評為「荒誕手法集大成者」。

## 著作
著作有《趙無眠辣說歷史》、《評國共大較量》、《二十世紀的漢奸們》等。